# 金溪镇 (永嘉县)
金溪镇是中华人民共和国浙江省温州市永嘉县下辖的一个镇。
2016年1月23日，浙江省人民政府批复同意调整桥下镇管辖范围，增设金溪镇，镇政府驻六龙村。

## 行政区划
金溪镇下辖以下村级行政区划单位：
六龙村、章一村、下庄村、罗徐村、呈岙村、朱坑垟村、潘宅村、吴宅村、坦头垟村、龙头村、下徐村、龙口村、墩头村、山根村、富垟村、湖庄村、周山村、济根村、黄村、双联村、上朱山村、茶一村、茶二村、朱山村、阮山村、大阳村、里村、黄山村、陈岙村、瓯渠村、双进村、瓯山村、前山村、岭一村、金园村、洋观村、向阳村和娄川村。